# Бистрица (Соволянска)
Вижте пояснителната страница за други значения на Бистрица.
Бистрица (известна още като Соволянска Бистрица, Гърлянска Бистрица или Соволщица) е река в Западна България, област Кюстендил, община Кюстендил, десен приток на река Струма. Дължината ѝ е 51 km, която ѝ отрежда 91-то място сред реките на България). Отводнява северните склонове на планините Осогово и Лисец, южните склонове на Чудинска планина, цялата Каменишка котловина и част от Кюстендилската котловина.
Река Соволянска Бистрица извира под името Главня на 2182 m н.в. в Осоговска планина, на 1,2 km североизточно от връх Руен (2251 m), най-високата точка на планината. До село Гърляно протича на север-североизток в дълбока и гъсто залесена долина, след което завива на север-северозапад и пресича източната част на Каменишката котловина. След село Долно село напуска котловината и образува дълбок пролом между Чудинска планина на север и планината Лисец на юг, с посока на пролома изток-североизток – изток. При село Мазарачево излиза от пролома и навлиза в Кюстендилската котловина. Влива се отдясно в река Струма на 462 m н.в., на 900 m югозападно от село Коняво.
Водосборният басейн на реката е с площ от 300 km2, което представлява 1,73% от водосборния басейн на река Струма. Границите на водосборния басейн са следните:
- на юг и югоизток – с водосборните басейни на реките Глогошка и Елешница, десни притоци на Струма;
- на югозапад – с водосборния басейн на река Вардар, вливаща се в Егейско море;
- на северозапад и север – с водосборния басейн на река Драговищица, десен приток на Струма.

Основни притоци (→ ляв приток, ← десен приток):
- ← Черна река
- ← Лева река
- ← Орлова река
- ← Перша
- → Коприва (най-голям приток)
- ← Лесковска река
- ← Дождевица
- → Лъбинци
- ← Липица
- ← Еганица
- ← Долбин

Река Соволянска Бистрица е с преобладаващо дъждовно-снежно подхранване, като максимумът е през месец април, а минимумът – през септември. Среден годишен отток: при село Соволяно – 2,29 m3/s
По течението на реката в Община Кюстендил са разположени 10 села: Гърляно, Ръсово, Долно село, Церовица, Кършалево, Мазарачево, Соволяно, Скриняно, Николичевци и Ябълково.
В Каменишката и Кюстендилската котловина през летния, сух сезон водите на реката се използват за напояване. При изхода на реката от Осоговска планина при село Гърляно е изградена ВЕЦ „Осогово“.
От село Соволяно до село Долно село през пролома на реката между планините Чудинска и Лисец преминава отсечка от трасето на жп линия София — Кюстендил — Гюешево. На протежение от 7,3 km между селата Гърляно и Долно село преминава отсечка от Републикански път III-6001 от Републиканската пътна мрежа на България.

## Топографска карта
- Лист от карта K-34-58. Мащаб: 1 : 100 000.
- Лист от карта K-34-69. Мащаб: 1 : 100 000.
- Лист от карта K-34-70. Мащаб: 1 : 100 000.